# روین (کارولینای جنوبی)
روین(به انگلیسی: Irwin) شهری در ایالت کارولینای جنوبی کشور ایالات متحده آمریکا است که جمعیت آن در سرشماری سال ۲۰۱۰ میلادی، ۱٬۴۰۵ نفر بوده‌است.